# Calle de Mejía Lequerica
La calle de Mejía Lequerica —que también ha recibido los nombres de calle de las Flores, calle de la Florida y calle de la Concordia— es una vía pública de la ciudad española de Madrid, situada en el barrio Justicia, perteneciente al distrito Centro, y que discurre desde la calle de Hortaleza hasta la de Sagasta. En ella estuvo el popular Mercado de Barceló, demolido en 2014 para crear el Centro Polivalente Barceló.

## Historia
En el plano de Teixeira de 1656 aparece rotulada como «calle de las Flores», mientras que en el de Antonio Espinosa de los Monteros es la «calle de la Florida».
Al parecer, en el lugar por donde discurre esta calle estuvieron los jardines de doña María de la Vega, condesa de la Florida (amiga de la beata María Ana de Jesús), de ahí que cuando se abrió la calle se le diera el nombre «de las Flores». Otras versiones recogidas explican que ese nombre provenía de la feracidad de los jardines de Alonso Maldonado de Torres.
Antiguamente se llamaba calle de la «Florida» a la parte alta de la calle del Barquillo, desde su final hasta el comienzo de la calle de Argensola. Y en 1692 se concedió a Matías Clavería una callejuela en la calle de la Florida para que la incorporase a su huerta, vía que Peñasco de la Puente y Cambronero relacionan con la travesía de la Florida. A finales del siglo xix se conservaban antecedentes de construcciones particulares desde 1770.
Detrás del Hospicio aparecía en el plano de Teixeira un espacio con la denominación de «plaza de armas del cuartel de Guardias de Infantería española». Parte de este sitio se había vendido en 1633 al marqués de Leganés para incorporarlo a sus casas, y lo restante, que era una parcela de dimensiones muy regulares, se cedió al Hospital en 1799.
A finales del siglo xix la calle conectaba las de Hortaleza y San Opropio, y en ella hubo una fuente del Viaje de la Castellana.
El 18 de noviembre de 1910 se le cambió el nombre de «calle de la Concordia» a «calle de Mejía Lequerica», en honor del diputado doceañista José Mejía Lequerica. A mediados de la década de 1920 se levantó en su número 8, la sede de Papelera Española, según proyecto de José María Mendoza Ussía. En el número 4 de la calle, residió el político Antonio Aura Boronat, donde falleció el 20 de diciembre de 1922.
En el referido inmueble de la Papelera Española se estableció la sede nacional del partido político Fuerza Nueva, inaugurada en julio de 1979. Edificio que, vendido en 1984, a raíz de la mala situación económica de la formación política, fue rehabilitado, para finalmente convertirse en el siglo xxi en un hotel de cinco estrellas.
La vía cuenta también con edificios como el palacio del Conde de Villagonzalo en el nº 2, la Casa de los Lagartos en el nº 1, y rompiendo la armonía arquitectónica de la calle, una construcción que aloja la Escuela Municipal de Arte Dramático y un albergue juvenil en el nº 21, y el Centro Polivalente Barceló, construido en el espacio que ocupó el Mercado de Barceló.